# 완원대군
완원대군(完原大君, 1331~1356)은 조선 도조의 셋째 아들로, 이름은 이자선(李子宣)이다. 고려에서 완산백(完山伯)을 지냈으며, 1872년 12월 3일 고종에 의해 대군으로 추봉되었다.

## 가계

### 형제
- 경순왕후(敬順王后) 박씨(朴氏)
  - 완창대군(完昌大君) 이자흥(李子興), 이탑사불화(李塔思不花)
  - 환조대왕(桓祖大王) 이자춘 (李子春)
  - 완천대군(完川大君) 이평(李平)
  - 완성대군(完城大君) 이종(李宗)
  - 문혜공주(文惠公主) / 문인영(文仁永)
  - 문숙공주(文淑公主) / 김방괘(金方卦)
  - 문의공주(文懿公主) / 허중(許重)

### 자손
- 개성 왕씨(王氏) : 봉양대군(鳳陽大君) 왕부(王浮)의 딸
  - 개흥군 이원(李元)
    - 손 : 동양군 이춘(李春)

  - 개령군 이지(李枝 1349~1427) 조선 개국 이후 영돈녕부사 역임[2][3]
  - 자부 : 해안 백씨 (解安 白氏) 감찰규정(監察糾正) 백희관(白希琯)의 딸
    - 손 : 동선군 이상흥(李尙興, ~1433) 의주목사ㆍ경창부윤
    - 손 : 동원군 이상항(李尙恒) 첨지돈녕부사
    - 손 : 이상진(李尙珍)
    - 손 : 이상신(李尙新)

  - 자부 : 김씨(金氏)
  - 개원군 이매(李枚) 충청우도 수군도만호(忠淸右道 水軍都萬戶)
  - 자부 : 청주한씨
    - 손 : 동하군 이억천(李億千)

### 기타
- 이복동생 : 이완자불화(李完者不花) : 도조의 후궁 조씨(趙氏) 소생
- 이복동생 : 이나해(李那海) : 도조의 후궁 조씨 소생